# 中国叉丝壳
中国叉丝壳（学名：Microsphaera sinensis）是属于白粉菌目白粉菌科叉丝壳属的一种真菌，寄生在壳斗科植物上。该种分布于中国。其种加词“sinensis”意为“中华的”。
现接受名为Erysiphe castaneigena U.Braun & Cunningt., 2006